# Ernfrid Malmgren
Ernfrid Carl Malmgren (3 novembre 1899 - 28 mars 1970) est un espérantiste suédois.

## Biographie
Ernfrid Malmgrennait le 3 novembre 1899 à Köping, en Suède.